# Contea di Taibai
La contea di Taibai (太白县S, Tàibái XiànP) è una contea della Cina, situata nella provincia dello Shaanxi e amministrata dalla prefettura di Baoji.